# جيمس ماكميلان
جيمس ماكميلان هو رائد أعمال وسياسي أمريكي، ولد في 12 مايو 1838 في هاميلتون في كندا، وتوفي في 10 أغسطس 1902 في مانشستر باي ذا سي في الولايات المتحدة. نشط حزبياً في الحزب الجمهوري.

## مناصب
- انتخب عضو مجلس الشيوخ الأمريكي [الإنجليزية]‏ عن دائرة مقعد ميشيغان من الدرجة الثانية ‏ وقد انضم خلال فترته النيابية [الإنجليزية]‏ (4 مارس 1901 – 10 أغسطس 1902) للكتلة البرلمانية الحزب الجمهوري.
- انتخب عضو مجلس الشيوخ الأمريكي [الإنجليزية]‏ عن دائرة مقعد ميشيغان من الدرجة الثانية ‏ وقد انضم خلال فترته النيابية [الإنجليزية]‏ (4 مارس 1899 – 4 مارس 1901) للكتلة البرلمانية الحزب الجمهوري.
- انتخب عضو مجلس الشيوخ الأمريكي [الإنجليزية]‏ عن دائرة مقعد ميشيغان من الدرجة الثانية ‏ وقد انضم خلال فترته النيابية [الإنجليزية]‏ (4 مارس 1897 – 4 مارس 1899) للكتلة البرلمانية الحزب الجمهوري.
- انتخب عضو مجلس الشيوخ الأمريكي [الإنجليزية]‏ عن دائرة مقعد ميشيغان من الدرجة الثانية ‏ وقد انضم خلال فترته النيابية [الإنجليزية]‏ (4 مارس 1895 – 4 مارس 1897) للكتلة البرلمانية الحزب الجمهوري.
- انتخب عضو مجلس الشيوخ الأمريكي [الإنجليزية]‏ عن دائرة مقعد ميشيغان من الدرجة الثانية ‏ وقد انضم خلال فترته النيابية [الإنجليزية]‏ (4 مارس 1893 – 4 مارس 1895) للكتلة البرلمانية الحزب الجمهوري.
- انتخب عضو مجلس الشيوخ الأمريكي [الإنجليزية]‏ عن دائرة مقعد ميشيغان من الدرجة الثانية ‏ وقد انضم خلال فترته النيابية [الإنجليزية]‏ (4 مارس 1891 – 4 مارس 1893) للكتلة البرلمانية الحزب الجمهوري.
- انتخب عضو مجلس الشيوخ الأمريكي [الإنجليزية]‏ عن دائرة مقعد ميشيغان من الدرجة الثانية ‏ وقد انضم خلال فترته النيابية [الإنجليزية]‏ (4 مارس 1889 – 4 مارس 1891) للكتلة البرلمانية الحزب الجمهوري.
- انتخب عضو مجلس الشيوخ الأمريكي [الإنجليزية]‏.